# محوطه مل چگا
محوطه مل چگا مربوط به هزاره سوم تا است و در شهرستان مهران، بخش صالح آباد، روستای گلان واقع شده و این اثر در تاریخ ۱۰ مهر ۱۳۸۰ با شمارهٔ ثبت ۳۹۹۴ به‌عنوان یکی از آثار ملی ایران به ثبت رسیده است.